# Acerodon humilis
Acerodon humilis es una especie de murciélago de la familia Pteropodidae.

## Distribución geográfica
Es endémica de Indonesia, se encuentra sólo en las islas Karekaleng Salebabu, y las Islas Talaud.